# 雪山 (台湾)
雪山（せつざん/Xuě Shān）は台湾の山。雪山山脈にある台湾で2番目に高い山。標高は3,886m。旧称は次高山（つぎたかやま）、シルビア山。

## 名称について
漢民族により「玉山」・「雪翁山」・「雪山」、台湾原住民により「マハマヤン」と呼ばれていた。19世紀後期にイギリス海軍の軍艦シルビアが台湾沿海を航行した際に望見したことから「シルビヤ山」とも呼ばれていた。
日本統治時代の1923年（大正12年）4月、台湾行啓した摂政宮皇太子裕仁親王（のちの昭和天皇）が、行啓の帰途、自らの誕生日（4月29日）付で日本最高峰（当時）である新高山の「次に高い山」の意味で次高山と命名するよう沙汰があり、台湾総督府もこれに従った。
日本の敗戦後、大陸から移ってきた中華民国政府により雪山と定められて現在に至る。

## 初登頂
日本の登山家・沼井鉄太郎が、1928年にこの山の登頂に成功した。しかし、一部では1927年に瀬古喜三郎が初登頂したといわれている。